# 刘永 (菑川王)
刘永（？—？），西汉宗室诸侯王，第九任菑川王。
齐悼惠王劉肥的九世孙，菑川懿王刘志的八世孙，菑川怀王刘友的儿子，公元前3年继承父位为菑川王，公元9年，被王莽降为公，不久国除。
| 前任： 父懷王刘友 | 西汉菑川王 前3年—9年 | 繼任： 国除 |